# Championnats de France de pétanque 2013
Navigation
Édition précédente Édition suivante
Les championnats de France de pétanque 2013 est une édition des championnats de France de pétanque. 

## Présentation
Cette compétition constitue la 68e édition du triplette sénior masculin, la 44e édition du doublette sénior masculin, la 48e édition du tête à tête sénior masculin, la 11e édition du triplette sénior féminin, la 38e édition du doublette sénior féminin, la 21e édition du doublette sénior mixte, la 57e édition du triplette junior, la 45e édition du triplette cadet, la 40e édition du triplette minime et la 19e édition du triplette vétéran. Elle se déroule à Béziers (Hérault) du 29 au 30 juin 2013 pour le triplette sénior masculin ; à Sassenage (Isère) du 22 au 23 juin 2013 pour le doublette sénior masculin ; à Caen (Calvados) du 15 au 16 juin 2013 pour le tête à tête sénior masculin et doublette sénior féminin ; à Beaucaire (Gard) du 7 au 8 septembre 2013 pour le triplette sénior féminin ; à Trignac (Loire-Atlantique) du 13 au 14 juillet 2013 pour le doublette sénior mixte ; à Nevers (Nièvre) du 24 au 25 août 2013 pour le triplette junior, cadet et minime ; et à Castelnaudary (Aude) du 14 au 15 septembre 2013 pour le triplette vétéran.

## Palmarès
| Catégorie                   | Vainqueur(s)                                              | Finaliste(s)                                                |
| --------------------------- | --------------------------------------------------------- | ----------------------------------------------------------- |
| Triplette sénior masculin   | Emmanuel Lucien, Philippe Quintais et Philippe Suchaud    | Jean-Willy Feltain, Jessy Feltain et Jean-Marc Foyot        |
| Doublette sénior masculin   | Christian Fazzino et Denis Olmos                          | Jérôme Darcourt et Joël Sinibaldi                           |
| Tête à tête sénior masculin | Sébastien Da Cunha                                        | Fabrice Uytterhoeven                                        |
| Triplette sénior féminin    | Adeline Bedziechowski, Frédérique Labat et Brigitte Savel | Sophie Aillerie, Sandra Berlin et Sandrine Pichereau-Voisin |
| Doublette sénior féminin    | Audrey Bandiera et Céline Bandiera                        | Fabienne Berdoyes et Agnès Lesaine                          |
| Doublette sénior mixte      | Angélique Colombet et Nicolas Rayne                       | Isabelle Calchera et William Dauphant                       |
| Triplette junior            | Romain Chalot, Thibaud Vaillant et Alexandre Vielle       | Maxime Drouillet, Boris Watrin et Justine Watrin            |
| Triplette cadet             | Jason Delassus, Luc Gravel et Mathieu Ponthou             | Denovane Carre, Théo Degrémont et Benjamin Guerin           |
| Triplette minime            | Marius Baloge, Maxence Baujault et Maxime Paquet          | Clément Lacrouts, Baptiste Lart et Guillaume Lart           |
| Triplette vétéran           | Claude Barraud, Daniel Coltais et Michel Marco            | Christian Costa, Dominique Marco et François Marestin       |

En Italique : Féminine